# Deportivo Alavés "B"
El Deportivo Alavés B es un equipo de fútbol de España, la ciudad de Vitoria (Álava) España. Es el equipo filial del Deportivo Alavés y juega actualmente en la Segunda Federación RFEF grupo II.

## Historia
El Deportivo Alavés fue fundado en 1921. Su equipo filial, creado en 1960, se ha llamado tradicionalmente Deportivo Alavés Aficionados o simplemente Alavés Aficionados. La denominación de Alavés B data de la década de 1990, cuando todos los equipos filiales adoptaron este tipo de denominación. En los últimos años ha pasado a conocerse entre sus aficionados como Miniglorias, relativo al apodo Glorioso del primer equipo.
El Alavés Aficionados logró ascender por primera vez en su historia a categoría nacional en 1979. Aquel año participó por primera vez en su historia en la Copa del Rey de Fútbol, siendo eliminado en la primera ronda por la SD Erandio Club.
A principios de los años 80, el equipo disputó la Tercera División, aunque posteriormente descendió a categoría Regional. Cuando el Deportivo Alavés regresó a la Segunda División de España a mediados de los años 1990, el Alavés B regresó a la Tercera División.
En 1999, el Alavés B logró por primera vez en su historia ascender a la Segunda División B, de la mano de Natxo González. Se mantuvo 7 temporadas en esta categoría, hasta la 2005-2006. Su estancia en la Segunda División B coincidió a grandes rasgos con los últimos años del Deportivo Alavés en la Primera División de España. Sin embargo, durante los años 2000, el Alavés B prácticamente no ha aportado jugadores a la primera plantilla del Alavés, que se ha nutrido casi exclusivamente de fichajes foráneos. En la 2005-2006 perdió la categoría y descendió a la Tercera División. Nuevamente descendió, esta vez a la Regional Preferente de Álava, en la temporada 2008-2009, pero dos años después, volvió a Tercera División, gracias a que quedó primero de grupo en la promoción de ascenso a Tercera División y subió el Sestao River Club a Segunda División B.
Tras dos temporadas en la parte media-baja de la tabla, en la temporada 2013-2014 cosechó una gran temporada llegando a disputar los play-off de ascenso a Segunda División B, en los que cayó frente al Teruel. De igual manera en 2017, siendo primero de grupo pero cayendo en los play-off frente a la Sociedad Deportiva Formentera de Ibiza y después contra el Ontinyent en la última ronda por una global de 3-3 y en Ibaia cayó eliminado por los penaltis. En la temporada 2018-2019 vuelve a clasificarse como tercer clasificado para los play-off de ascenso, enfrentándose a la SD Compostela, UM Escobedo y SD Tarazona, y consiguiendo el ascenso a Segunda División B. Tras un año en 2.ªB, en la temporada 2020-21, descendió a Tercera con el sistema de grupos que se hizo para poder crear la Primera RFEF y Segunda RFEF en la temporada 2021-22. Tras subir a Segunda RFEF, quedó segundo pero en el playoff de ascenso a Primera RFEF no pudo con el At. Sanluqueño.

## Estadio
El Alavés B juega como local en Ibaia, en la Ciudad Deportiva "José Luís Compañón". El campo de fútbol no cuenta con ninguna grada y posee torres de iluminación.

## Datos del club
- Temporadas en Segunda División: 0.
- Temporadas en Primera División RFEF: 0.
- Temporadas en Segunda División RFEF: 2.
- Temporadas en Segunda División B: 9.*
- Temporadas en Tercera División: 21.
- Mejor puesto en la liga: 5.º (Segunda División B de España, temporada 2002-03).

*En negrita las competiciones vigentes en la actualidad

## Temporada por temporada
| Temporada     | División | Puesto | Copa del Rey |
| ------------- | -------- | ------ | ------------ |
| Desde 1960-61 | Regional | —      |              |
| hasta 1978-79 | Regional | —      |              |
| 1979/1980     | 3.ª      | 2.º    | 1.ª ronda    |
| 1980/1981     | 3.ª      | 10.º   |              |
| 1981/1982     | 3.ª      | 8.º    |              |
| 1982/1983     | 3.ª      | 20.º   |              |
| Desde 1983-84 | Regional | —      |              |
| hasta 1993-94 | Regional | —      |              |
| 1994/1995     | 3.ª      | 16.º   |              |
| 1995/1996     | 3.ª      | 6.º    |              |
| 1996/1997     | 3.ª      | 3.º    |              |
| 1997/1998     | 3.ª      | 7.º    |              |
| 1998/1999     | 3.ª      | 2.º    |              |
| 1999/00       | 2.ªB     | 11.º   |              |
| 2000/01       | 2.ªB     | 10.º   |              |
| 2001/02       | 2.ªB     | 10.º   |              |
| 2002/03       | 2.ªB     | 5.º    |              |

| Temporada | División       | Puesto              | Copa del Rey |
| --------- | -------------- | ------------------- | ------------ |
| 2003/04   | 2.ªB           | 6.º                 |              |
| 2004/05   | 2.ªB           | 12.º                |              |
| 2005/06   | 2.ªB           | 18.º                |              |
| 2006/07   | 3.ª            | 10.º                |              |
| 2007/2008 | 3.ª            | 13.º                |              |
| 2008/2009 | 3.ª            | 19.º                |              |
| 2009-10   | Regional Pref. | 5.º                 |              |
| 2010-11   | Regional Pref. | 1.º                 |              |
| 2011/2012 | 3.ª            | 17.º                |              |
| 2012/2013 | 3.ª            | 14.º                |              |
| 2013/2014 | 3.ª            | 5.º                 |              |
| 2014/2015 | 3.ª            | 7.º                 |              |
| 2015/2016 | 3.ª            | 12.º                |              |
| 2016/2017 | 3.ª            | 1.º                 |              |
| 2017/2018 | 3.ª            | 3.º                 |              |
| 2018/2019 | 3.ª            | 3.º                 |              |
| 2019/20   | 2.ªB           | 11.º                |              |
| 2020/21   | 2.ªB           | 9.º(cambia formato) |              |
| 2021/22   | 3.ªRFEF        | 1.º                 |              |
| 2022/23   | 2.ª RFEF       | 2.º                 |              |
| 2023/24   | 2.ª RFEF       |                     |              |

## Jugadores destacados
- Andoni Zubizarreta
- Íñigo Kalderón
- Andrea Orlandi
- Mikel Vesga
- Gaizka Toquero
- Ernesto Valverde
- Mehdi Lacen
- Josu Sarriegi
- Lucas Pérez
- Óscar de Marcos